# Giovanni Mansueti
Giovanni di Nicolò Mansueti (fl. 1485-1527) è stato un pittore italiano, attivo a Venezia e nel Veneto.

## Biografia

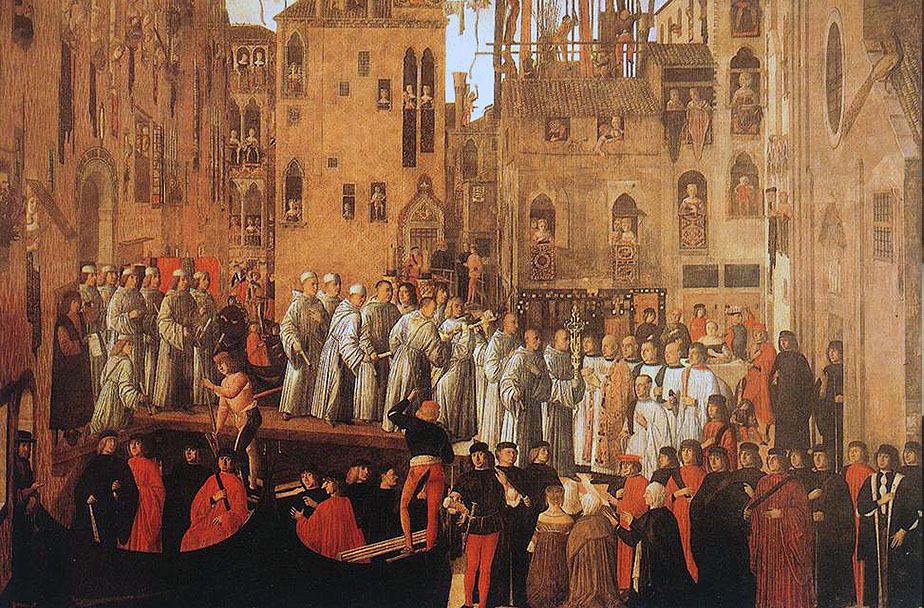
Miracolo della reliquia della Santa Croce in Campo San Lio, Gallerie dell'Accademia.

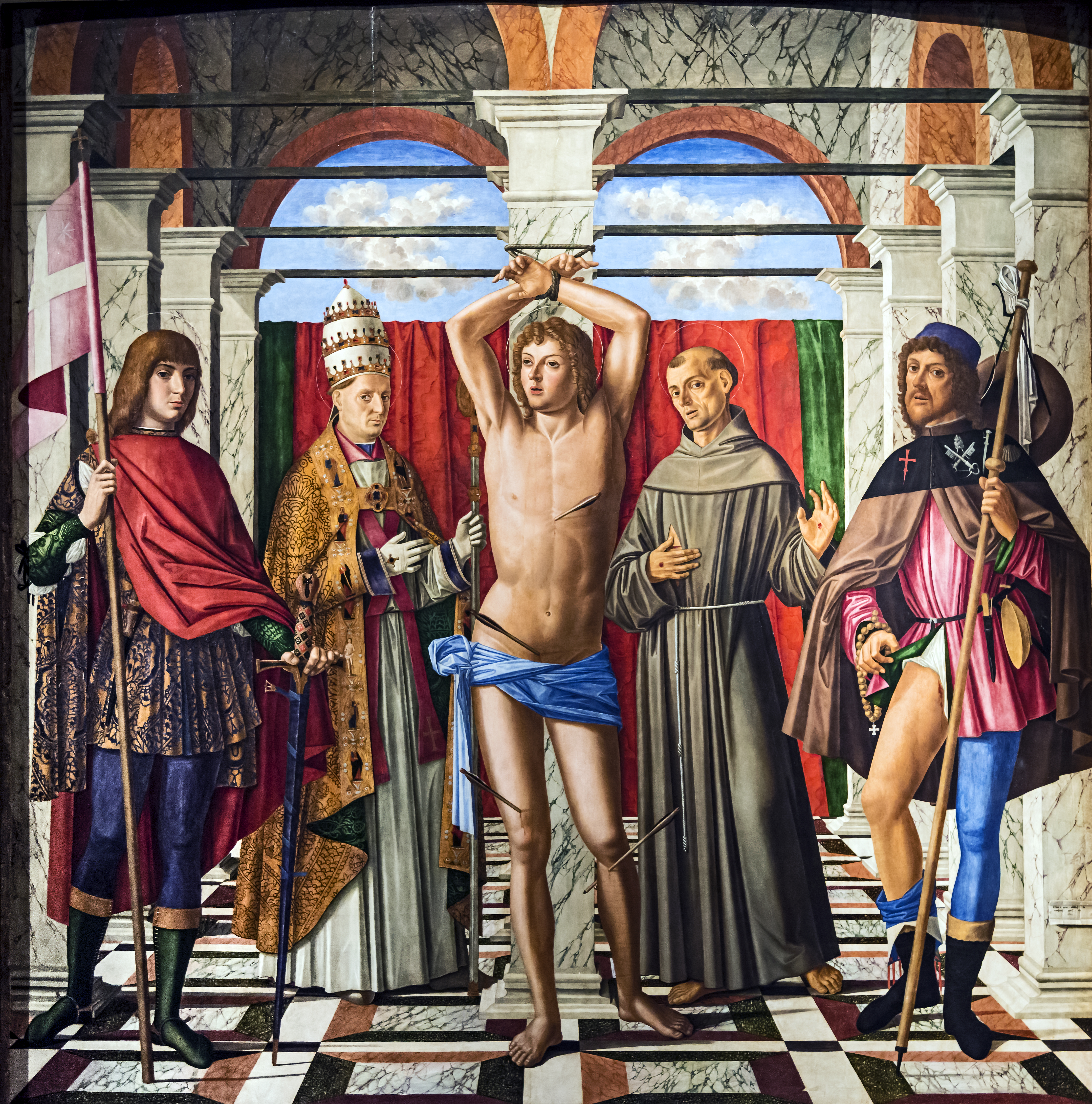
San Sebastiano tra i SS. Liberale e Gregorio, Francesco e Rocco, Gallerie dell'Accademia

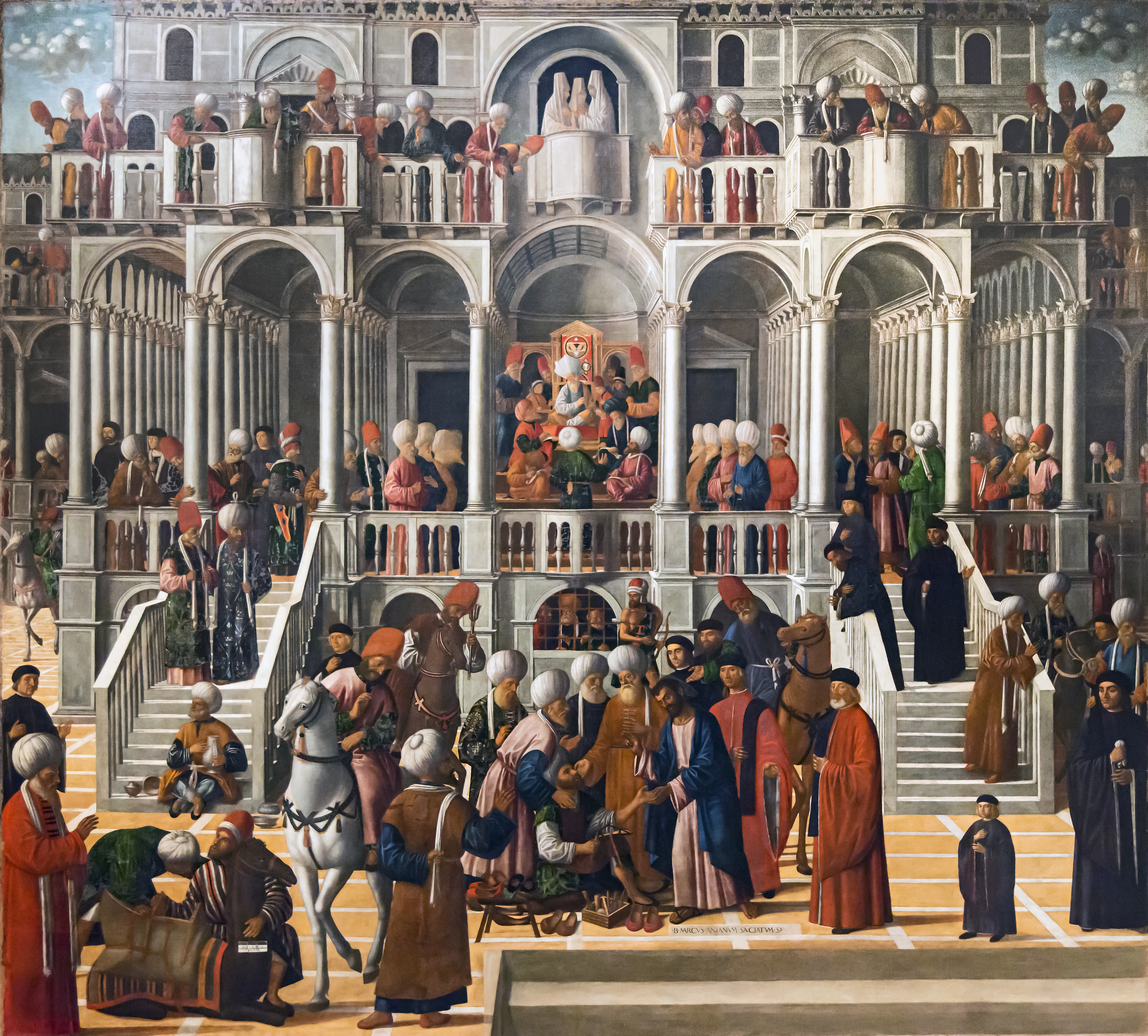
San Marco risana Aniano, Gallerie dell'Accademia

Fu allievo di Gentile Bellini e ne continuò la tematica narrativa con un linguaggio modesto, analitico e macchinoso. 
Il primo documento conosciuto che ne attesta la sua qualifica come pittore è del 1489: trattasi del testamento della sua prima moglie, Laura Longini, dettato in stato di gravidanza, dove compaiono come testimoni due colleghi più anziani, Gentile Bellini ed il parmense Cristoforo Caselli, detto il Temperello, allora a Venezia dove lavorava in qualitá di collaboratore del Bellini. Che il Mansueti sia stato allievo del Bellini lo denota non solo lo stile, ma una iscrizione nel cartiglio del suo telero raffigurante il Miracolo della reliquia della Santa Croce in campo San Lio (del 1496 circa), dove egli appunto si dichiara "discepolo di Bellini", con ogni probabilitá in riferimento a Gentile. 
Infatti, quel telero è uno dei due eseguiti dal Mansueti (l’altro è la Miracolosa guarigione della figlia di Benvegnudo da San Polo, databile intorno al 1506) formanti parte del ciclo dei Miracoli della reliquia della Santa Croce (otto teleri in tutto), realizzato a partire dal 1496 da un gruppo di artisti coordinato da Gentile Bellini per la Scuola Grande di San Giovanni Evangelista (oggi tutto il ciclo è custodito presso le Gallerie dell'Accademia a Venezia). 
Dalla documentazione che si possiede, risulta che il Mansueti non si spostó mai dal territorio veneziano e che con il suo lavoro di pittore raggiunse un grado di relativo benessere. Nel 1509  godeva giá di prestigio come professionista della pittura, come si può desumere dal fatto che nei documenti viene menzionato come  "magister" invece del generico "ser".
Nelle opere più tarde, Mansueti, in apparenza insensibile alle novità stilistiche che stava apportando l'allora emergente Tiziano,   continuó a subire l’influsso del Bellini e a trarre spunti stilistici e figurativi da pittori di più antica generazione rispetto a Tiziano, come Cima da Conegliano e Vittore Carpaccio.
L’ultimo suo incarico di rilievo fu l'esecuzione, tra il 1518 ed il 1526, di tre teleri del ciclo della Vita di San Marco (al quale avevano già lavorato i fratelli Bellini) su commissione della Scuola Grande di San Marco: Battesimo di Aniano, San Marco risana Aniano eTre episodi della vita di San Marco, il primo oggi alla Pinacoteca di Brera a Milano e gli altri due alle Gallerie dell'Accademia a Venezia.
Oltre alle opere succitate, altri esempi significativi dei suoi lavori sono:  il S. Sebastiano tra i SS. Liberale, Gregorio, Francesco e Rocco, dipinto per la chiesa di San Francesco a Treviso, oggi alle Gallerie dell'Accademia di Venezia; il San Girolamo dell'Accademia Carrara di Bergamo (firmato); il Cristo fra i dottori  conservato nella Galleria degli Uffizi a Firenze; la Madonna col bambino e Santi, all’Ermitage di San Pietroburgo;  il San Marco espulso dalla Sinagoga,  destinato in origine alla chiesa veneziana di S. Maria dei Crociferi ed ora nella collezione Liechtenstein a Vaduz ed il ciclo composto da tre tele (Sposalizio della Vergine, Adorazione dei Magi e Fuga in Egitto) dipinto per la Chiesa di San Martino a Burano. 
Mansueti morí in una data imprecisata fra il 6 settembre 1526, giorno in cui appare come testimone in un atto notarile e il 26 marzo 1527, quando il suo nome venne cancellato dagli elenchi dei confratelli della Scuola grande della Misericordia, cui apparteneva.

## Opere
Principali opere di Giovanni Mansueti, con indicazione della data certa o del probabile periodo di esecuzione e attuale ubicazione: 
- Rappresentazione allegorica della Trinità, 1492 (prima fra le opere firmate e datate dal Mansueti), National Gallery, Londra.
- Padre Eterno tra quattro santi,  1495 circa, collezione I. Brass, Venezia.
- Miracolo della reliquia della Santa Croce in campo S. Lio, 1496 circa, Gallerie dell'Accademia,  Venezia.
- Arresto di San Marco,  firmato e datato 1499,  collezione Liechtenstein, Vaduz
- S. Sebastiano tra i SS. Liberale, Gregorio, Francesco e Rocco, firmato e datato 1500, Gallerie dell’Accademia,  Venezia.
- Miracolosa guarigione della figlia di Benvegnudo da S. Polo, 1506 circa, Gallerie dell’Accademia, Venezia.
- Madonna con santi e donatore, 1500-1502 circa, Gallerie dell’Accademia, Venezia.
- Cristo fra i dottori, 1500-1520 circa, Galleria degli Uffizi, Firenze.
- Pietà, 1503-1504 circa, Galleria di Palazzo Ducale, Urbino.
- Trinitá, 1505 circa, Chiesa di San Simeone Grande, Venezia.
- Visione di San Agostino,  1505-1510 circa, Bonnenfanten Museum, Maastricht.
- Ciclo storie di Maria (Sposalizio della Vergine, Adorazione dei Magi e Fuga in Egitto), 1505-1510 circa, Chiesa di San Martino, Burano.
- Assunzione della Madonna, 1510-1515 circa, Musei Civici agli Eremitani, Padova.
- Adorazione dei magi, 1510-1520 circa, Museo di Castelvecchio, Verona.
- Madonna col Bambino e San Girolamo, 1515 circa, Museo di Castelvecchio, Verona.
- Adorazione dei pastori, 1510-1520 circa, Gemäldegalerie Staatliche Museen, Berlino.
- Madonna in trono e santi, 1510 circa, Walker Art Gallery, Liverpool.
- Ritratto d'uomo (attribuito), 1515 circa, Galleria Borghese, Roma.
- Madonna col Bambino, santi e donatori, datata 1518, chiesa arcipretale di Zianigo, frazione di Mirano.
- Madonna col Bambino e santi, 1515-1525 circa, Ermitage, San Pietroburgo.
- S. Martino e il mendico,  1515-1525 circa, Museo Correr, Venezia.
- San Girolamo, 1515-1525 circa, Accademia Carrara, Bergamo.
- Battesimo di Aniano, 1518-1522 circa, Pinacoteca di Brera, Milano.
- San Marco risana Aniano, 1518-1522 circa, Gallerie dell’Accademia, Venezia.
- Tre episodi della vita di San Marco, 1525-1526, Gallerie dell’Accademia, Venezia.